# Замок Раккониджи
Замок Раккониджи (итал. Castello Reale di Racconigi, пьем. Castel ëd Racunis) — загородная резиденция пьемонтских монархов в местечке Раккониджи. В числе других резиденций Савойского дома находится под охраной ЮНЕСКО как памятник Всемирного наследия.
В Средние века замок принадлежал маркграфам Салуццо. Строительство замка началось в XIII веке, тогда маркграфы выстроили крепость с пятью башнями и оборонительным рвом. В 1630 году перешёл во владение младшей, кариньянской ветви Савойского дома. Нынешнее здание замка строилось во второй половине XVII века по проекту Гварино Гварини. В конце XVIII века было приведено в соответствие с новомодными принципами классицизма. Флигели были достроены уже при Карле Альберте. В 1904 году в замке родился последний итальянский монарх, Умберто II.
Большой интерес для любителей садово-паркового искусства представляет регулярный парк в Раккониджи, создание которого приписывается самому Ленотру. Среди прочих парковых павильонов имеется и дача в русском стиле, построенная для размещения Николая II, подписавшего в Раккониджи русско-итальянское соглашение в 1909 году.
В замке Раккониджи также проходили свадьбы членов Савойской династии, так, 10 ноября 1684 года здесь прошли торжества, посвященные заключению брака между принцем Эмануэле Филиберто Савойским-Кариньянским и Марией Катериной д’Эсте, принцессой Моденской.
В 1939 году в замке установили памятник Умберто II, который родился в нём.